# Горничная
Го́рничная — женщина, относящаяся к прислуге богатого дома, а также служащая гостиниц.
В обязанности горничной в богатом доме входит прежде всего уборка; также в них зачастую входит приготовление пищи, закупка продуктов и предметов быта, выгул домашних животных и забота о маленьких детях в отсутствие родителей. В XIX веке горничные считались атрибутом аристократических и купеческих резиденций. В XX веке чаще употребляется слово «Au pair».
В обязанности горничной в гостинице входит уборка гостиничных номеров, а также замена постельного белья, полотенец, пополнение содержимого минибара и т. п.